# Allobates tapajos
Allobates tapajos es una especie de anfibio anuro de la familia Aromobatidae.

## Distribución geográfica
Esta especie es endémica de Pará en Brasil. Habita en la cuenca del río Tapajós.

## Descripción
Los machos miden de 16.09 a 19.59 mm y las hembras de 17.97 a 20.84 mm.

## Etimología
Se le dio su nombre de especie en referencia al lugar de su descubrimiento, el río Tapajós.

## Publicación original
- Lima, Simões & Kaefer, 2015 : A new species of Allobates (Anura: Aromobatidae) from Parque Nacional da Amazônia, Pará State, Brazil. Zootaxa, n.º 3980(3), p. 501–525.[3]